# Živa Kraigher
Živa Kraigher, slovenska plesna učiteljica in koreografinja, * 16. junij 1920, Ilirska Bistrica, † 20. maj 2011, Ljubljana.

## Življenje
V Ilirski Bistrici je preživela svoja otroška leta. Gimnazijo je obiskovala v Ljubljani, kamor se je preselila z družino. Pri petnajstih letih je začela obiskovati plesno šolo Mete Vidmar, ki je med obema vojnama v Ljubljani vodila šolo modernega umetniškega plesa v slogu Mary Wigman. 
Po končani gimnaziji se je vpisala na študij slavistike na ljubljansko Univerzo. Na univerzi se je pridružila levičarskemu študentskemu gibanju Slovenski klub in Dom visokošolk. Med drugo svetovnp vojno je prekinila študij in se vključila v boju proti italijanskem in nemškem okupatorju. Postala je komitejka Komunistične partije Slovenije (KPS) za Ljubljansko Univerzo in članica okrožnega komiteja Zveza komunistične mladine Jugoslavije za Ljubljano. Delovala je tudi pri Varnostno-obveščevalni službi (VOS), Slovenski narodni pomoči in pri tehnikah KPS. Konec septembra 1943 je odšla v partizane, od 15. oktobra 1943 do 17. maja 1944 je bila sekretarka komiteja KPS za pivško okrožje, nato inštruktorica pokrajinskega komiteja KPS za Slovensko Primorje na področju Pivškega, Brkinov in Slovenske Istre, od avgusta 1944 je bila sekretarka komiteja KPS za Severno Primorsko, od januarja 1945 je delovala v okrožnem komiteju KPS za Zahodno Primorsko. Po vojni je delovala pri okrožnem komiteju KPS za Trst, od pomladi 1946 v coni B. Od avgusta 1946 je bila v Ljubljani, najprej pri mestnem komiteju KPS, nato v organih vlade  Ljudske Republike Slovenije (LRS).
Po vojni se je vrnila k plesu in pomagala pri obnovitvi šolo Mete Vidmar ter začela poučevati v Pionirski knjižnici, od leta 1963 pa je učila na Zavodu za baletno in glasbeno izobraževanje. Z učenci je večkrat gostovala v tujini, pisala je kritike s plesnega področja. Pot jo je zanesla v Berlin, Pariz in Dresden. Vsako leto je z učenci ustvarjala plesne produkcije in plesne večere. Koreografirala je v gledališčih, za televizijo, pisala učne načrte za pouk plesa v osnovni šoli, na Zavodu za glasbeno in baletno izobraževanje je odprla Oddeleku za izrazni ples ni uspelo pridobiti status poklicno usmerjene plesne šole. Leta 1973 je ustanovila Studio za svobodni ples, ki je nato predala svojim dolgoletnim učenkam. Leta 1984 je prejela Žagarjevo nagrado.
Učila je še po upokojitvi in bila mentorica številnim ustvarjalcem. Leta 1989 je v Cankarjevem domu  s sodelavci sooblikovala plesni večer Hommage Meti. Po njem se imenuje plesna manifestacija Živini plesni dnevi. 
Leta 2002 je izšla njena knjiga v dveh delih Ljudje in kraji na Pivškem med NOB (1941–1945), ki je bila izdana v zbirki Partizanski knjižni klub št. 37. 2017 je izšla knjiga Ko se zgodi ples: Zapisi, dokumenti, spomini, ki govori o plesnem delovanju in o njeni osebni plesni poti od učenke do plesalke o svojem plesnem delovanju.

## Sodobni ples Žive Kraigher
V knjigi Ko se zgodi ples "natančno opiše nastajanje koreografije, opise podkrepi s skicami. Razumevanje sicer natančnih razlag koreografskih in izvedbenih postopkov je vedno nekoliko kočljivo, saj ne premore univerzalnega zapisnega sistema. Opus Žive Kraigher je tudi zabeležen s fotografskim materialom, ki razpre slutnjo koreografskih postopkov, a giba v njegovi trirazsežnosti ne more zaobjeti. Najustreznejši način, kako ohraniti ples, so filmski zapisi, ki v času Kraigherjeve še niso obstajali v kakšnem večjem obsegu. Televizija je zabeležila zgodnejših uprizoritve, ki pa se večinoma niso ohranile, kar Kraigherjeva obžaluje. Veliko svojih koreografij pa je Kraigherjeva aplicirala na druga telesa." (Berce 2017) Glasba je pri Meti Vidmar temeljila izključno v tišini ustvarjeni ples, Kraigherjeva pa je v svojih koreografijah ubirala različne pristope: črpala je navdih v že napisani glasbi, ali pa je glasba nastala po naročilu, na dano plesno predlogo. Sodobna klasična slovenska glasba, posebej skomponirana za plesna dela, je plesni izraz podpirala, kar je Kraigherjeva intuitivno začutila in uporabila pri ekspresiji odplesanega, kadar je plesala sama, ali učenke. Po odhodu iz šole Mete Vidmar, kjer jo je zaradi pomanjkanja svobode začelo ustvarjalno dušiti, je nadaljevala s samoizobraževanjem in odhodi v tujino. Prek dela s Karin Waehner in Juanom Carlosom Bellinijem je dobivala vpogled v ameriško tehniko plesa ter si širila modernistična obzorja v Nemčiji. (Berce 2017)

## Upor – koreografsko delo
Posebno mesto ima koreografija Upor (imenovana »Borba na začetku«) na glasbo Vilka Ukmarja, ki je v Živi Kraigher tlela deset let in predstavlja njeno občutje nemoči med drugo svetovno vojno, ko je delovala v ilegali in je bilo njeno ukvarjanje s plesom podrejeno. Tako je Upor predstavljal politični upor, nekakšen izbruh zaradi nezmožnosti umetniškega izražanja. Vendar je ples Upor več kot le osebni upor, je nekakšen eksistencialni krik ne samo Kraigherjeve, temveč naslavlja tudi obdobje, v katerem je nastal. Podoben vzklik je nekaj let prej v Nemčiji izustil s kultno Zeleno mizo Kurt Jooss. Upor je bil kasneje dopolnjen s še tremi plesalkami v ozadju. Leta 1956 ga je plesala Saša Šubic, leta 1973 je koreografijo prevzela Jasna Knez. Od leta 1975 je ponovno uprizarjan v solistični izvedbi. Knezova pleše upor proti kateremukoli etabliranemu okolju, ki ne podpira svobodomiselnosti. Upor ohranja življenje ga pleše ena izmed mlajših plesalk sodobnega plesa Urša Rupnik. (Berce 2017)